# Metro Manila

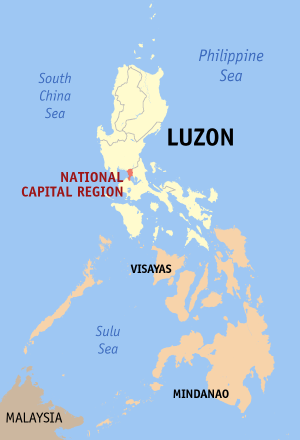
Situació de Metro Manila a les Filipines

Metro Manila (en filipí Kalakhang Maynila o Kamaynilaan), també anomenada la Regió de la Capital Nacional (en filipí Pambansang Punong Rehiyon, en anglès National Capital Region), és la regió metropolitana que inclou la ciutat de Manila i els seus voltants, a les Filipines. Coneguda pel seu acrònim anglès NCR, està composta per 16 ciutats (Manila, Caloocan, Las Piñas, Makati, Malabon, Mandaluyong, Marikina, Muntinlupa, Navotas, Pasay, Pasig, Parañaque, Quezon, San Juan, Taguig i Valenzuela) i el municipi independent de Pateros.
La regió és el centre polític, econòmic, social, cultural i educatiu de les Filipines. Tal com proclama el Decret Presidencial Núm. 940, Metro Manila en el seu conjunt és la seu del govern de les Filipines, però la ciutat de Manila n'és la capital.
Metro Manila és la més poblada de les dotze àrees metropolitanes de les Filipines. Segons el cens del 2007, té una població d'11.566.325 habitants, que representen el 13% de la població nacional. Si s'inclouen els suburbis a les províncies adjacents (Bulacan, Cavite, Laguna i Rizal) de la Gran Manila, la població se situa al voltant dels 21,4 milions.
L'Església de San Agustín de Manila esta inscrita a la llista del Patrimoni de la Humanitat de la UNESCO amb el nom d'Esglésies barroques de les Filipines.
El principal sistema ferroviari de la zona metropolitana és el metro de Manila. Té dues línies: l'LRT-1, o « línia verda », i l'LRT-2, o « línia blava ». Encara que es parla de « Tren lleuger », perquè la xarxa és principalment en alçada, el sistema és més semblant a un metro convencional. L'LRT-1 és el primer sistema de metro a Àsia Sud-oriental, construït tres anys abans del metro de Singapur. La línia LRT-1 s'ha de connectar al Manila Metro Rail Transit System MRT-3, o « línia groga », i a la futura línia MRT-7 (2021).

## Govern
La capital nacional de les Filipines és la ciutat de Manila, tot i que la seu de govern és tota l'àrea metropolitana (Metro Manila). El poder executiu del govern es troba a Manila, concretament al Palau de Malakanyang, que és el despatx oficial i la residència del President de les Filipines. El poder judicial també té la seu a Manila, als edificis de la Cort Suprema de les Filipines. No obstant això, el Senat de les Filipines (la cambra alta) està situat a Pasay, mentre que la Cambra dels Representants de les Filipines (la cambra baixa) es troba a Quezon.
Metro Manila és la regió més petita el país, però és la més poblada i la més densa, amb una població d'11.553.427 habitants (cens de 2007) en una àrea d'aproximadament 638,55 km². És també l'única regió que no està subdividida en províncies, sinó que agrupa 17 entitats locals: 16 ciutats i 1 municipi.
| Entitat local         | Població (Cens de 2007) | Area (km²) | Densitat pobl. (per km²) | Creix. anual població (%) | PIB per capita | Ciutat des de    |
| --------------------- | ----------------------- | ---------- | ------------------------ | ------------------------- | -------------- | ---------------- |
| Ciutat de Caloocan    | 1.378.856               | 53,33      | 25.855                   | 2,20                      | $9.426         | 1962             |
| Ciutat de Las Piñas   | 532.330                 | 41,54      | 12.815                   | 1,65                      | $8.678         | 1997             |
| Ciutat de Makati      | 510.383                 | 27,36      | 18.654                   | 1,91                      | $29.259        | 1995             |
| Ciutat de Malabon     | 363.681                 | 15,76      | 23.076                   | 0,98                      | $4.334         | 2001             |
| Ciutat de Mandaluyong | 305.576                 | 11,26      | 27.138                   | 1,29                      | $20.258        | 1994             |
| Ciutat de Manila      | 1.660.714               | 38,55      | 43.079                   | 0,68                      | $13.731        | 1571             |
| Ciutat de Marikina    | 424.610                 | 33,97      | 12.500                   | 1,14                      | $10.346        | 1996             |
| Ciutat de Muntinlupa  | 452.943                 | 46,70      | 9.699                    | 2,48                      | $13.789        | 1995             |
| Ciutat de Navotas     | 245.344                 | 10,77      | 22.780                   | 0,87                      | $5.296         | 2007             |
| Ciutat de Parañaque   | 552.660                 | 47,69      | 11.589                   | 2,88                      | $10.146        | 1998             |
| Ciutat de Pasay       | 403.064                 | 19,00      | 21.214                   | 1,77                      | $6.876         | 1947             |
| Ciutat de Pasig       | 617.301                 | 31,00      | 19.913                   | 2,80                      | $12.032        | 1995             |
| Ciutat de Quezon      | 2.679.450               | 161,12     | 16.630                   | 2,92                      | $11.213        | 1939             |
| Ciutat de San Juan    | 124.187                 | 5,94       | 20.907                   | 0,87                      | $16.893        | 2007             |
| Ciutat de Taguig      | 613.343                 | 47,88      | 12.810                   | 3,82                      | $12.342        | 2004             |
| Ciutat de Valenzuela  | 568.928                 | 44,58      | 12.762                   | 2,21                      | $7.531         | 1998             |
| Municipi de Pateros   | 61.940                  | 2,10       | 29.495                   | 1,05                      | $3.324         | No és una ciutat |
| Total                 | 11.553.427¹             | 638,55     | 18.093                   | 2,11                      | $10.223        |                  |

 1 Inclou els barangays disputats entre les ciutats de Makati i Taguig.
En termes de governabilitat local, Metro Manila no es pot considerar una entitat política única. Les ciutats i el municipi que l'integren són el nivell més alt de govern local i cadascú té els seus propis càrrecs electes. Mentre que, políticament, les ciutats i el municipi són independents els uns dels altres, els diversos serveis públics bàsics, com ara el trànsit o el control de les inundacions, són gestionats per l'Autoritat per al Desenvolupament de la Manila Metropolitana (en anglès Metropolitan Manila Development Authority, MMDA). L'MMDA té la seu a Makati i està encapçalat pel president de l'MMDA, que té rang ministerial i és designat pel President de les Filipines. Els alcaldes de les ciutats i el municipi constituents pertanyen a la Lliga d'Alcaldes de Metro Manila (Metro Manila Mayor's League), que actua com a consell directiu de l'MMDA.
Amb finalitats fiscals i estadístiques principalment, Metro Manila (NCR) s'ha dividit en quatre districtes agrupats d'acord amb criteris geogràfics, en referència al riu Pasig. Aquests districtes van ser creats el 1976, però no tenen govern local i no tenen representació al Congrés.
Les ciutats i el municipi de la NCR estan agrupats en els següents quatre districtes:
| # | Nom                          | Ciutats                                                           |
| - | ---------------------------- | ----------------------------------------------------------------- |
| 1 | Districte de la Capital      | Manila                                                            |
| 2 | Districte de l'Est de Manila | Mandaluyong, Marikina, Pasig, Quezon i San Juan                   |
| 3 | Districte de CAMANAVA        | Caloocan, Malabon, Navotas i Valenzuela                           |
| 4 | Districte del Sud de Manila  | Las Piñas, Makati, Muntinlupa, Parañaque, Pasay, Pateros i Taguig |

La representació a les dues cambres del Congrés de les Filipines és la següent:
- Per al Senat, la votació es fa en general, a escala nacional.
- Per a la Cambra de Representants, cada ciutat a excepció de Malabon i Navotas té almenys un representant; Malabon i Navotas en tenen tan sols un (fins al 2010 tenien escons per separat), mentre que la representació de Pateros s'inclou al primer districte de Taguig (Sangguniang Panlungsod).

El Metro Manila és també una regió judicial; com a tal, tots els jutges de primera instància regional poden ser col·locats en qualsevol lloc dins de la regió.